# Lijst van rijksmonumenten in De Rijp
De plaats De Rijp telt 118 inschrijvingen in het rijksmonumentenregister. Hieronder een overzicht.
| Object | Oorspronkelijke functie?  | Bouwjaar                          | Architect                   | Locatie                | Coördinaten?                  | Nr.?   | Afbeelding                                                                                |
| --- | ------------------------- | --------------------------------- | --------------------------- | ---------------------- | ----------------------------- | ------ | ----------------------------------------------------------------------------------------- |
| Bakstenen huis met houten van uitgeschulpte windveren voorziene topgevel                                                                                                 | Woonhuis                  | 18e eeuw                          |                             | Jan Boonplein 1        | 52° 33' 33" NB, 4° 50' 57" OL | 17071  | Meer afbeeldingen                                                                         |
| Grotendeels houten pakhuis | Opslag                    | 17e eeuw                          |                             | Jan Boonplein 2        | 52° 33' 32" NB, 4° 50' 57" OL | 17072  | Meer afbeeldingen                                                                         |
| Bakstenen huis met schilddak | Woonhuis                  | 17e eeuw                          |                             | Jan Boonplein 4        | 52° 33' 32" NB, 4° 50' 57" OL | 17073  | Meer afbeeldingen                                                                         |
| Huis met houten top boven gepleisterde pui | Werk-woonhuis             |                                   |                             | Jan Boonplein 8        | 52° 33' 31" NB, 4° 50' 58" OL | 17074  | Meer afbeeldingen                                                                         |
| Huis met bakstenen achtergevel en zijgevel | Kerkelijke dienstwoning   | 17e eeuw                          |                             | Jan Boonplein bij 20   | 52° 33' 33" NB, 4° 50' 58" OL | 17075  | Meer afbeeldingen                                                                         |
| Huis met houten topgevel boven een gepleisterde bakstenen pui | Woonhuis                  | 19e eeuw                          |                             | Grote Dam 1            | 52° 33' 34" NB, 4° 50' 58" OL | 17076  | Meer afbeeldingen                                                                         |
| Huis afgedekt door twee evenwijdige schilddaken | Woonhuis                  | 19e eeuw                          |                             | Grote Dam 3            | 52° 33' 34" NB, 4° 50' 57" OL | 17077  | Meer afbeeldingen                                                                         |
| Huis, belangrijk vanwege ligging t.o. kerk | Werk-woonhuis             | 19e eeuw                          |                             | Grote Dam 5            | 52° 33' 33" NB, 4° 50' 57" OL | 17078  | Meer afbeeldingen                                                                         |
| Huis, belangrijk vanwege ligging t.o. kerk | Woonhuis                  | 19e eeuw                          |                             | Grote Dam 2            | 52° 33' 34" NB, 4° 50' 57" OL | 17079  | Meer afbeeldingen                                                                         |
| Huis met houtskelet | Werk-woonhuis             | 17e eeuw                          |                             | Grote Dam 4            | 52° 33' 33" NB, 4° 50' 57" OL | 17080  | Meer afbeeldingen                                                                         |
| Hervormde kerk | Kerk en kerkonderdeel     | 1529 en later                     |                             | Grote Dam tegenover 2  | 52° 33' 34" NB, 4° 50' 59" OL | 17081  | Meer afbeeldingen                                                                         |
| Houten woonhuis onder met pannen gedekt zadeldak | Woonhuis                  | eerste helft 19e eeuw             |                             | Keizerbuurt 4          | 52° 33' 31" NB, 4° 50' 55" OL | 17082  | Houten woonhuis onder met pannen gedekt zadeldak                                          |
| Huis met dwars zadeldak tussen twee topgevels met vlechtingen | Woonhuis                  |                                   |                             | Kerkstraat 1           | 52° 33' 33" NB, 4° 50' 56" OL | 17083  | Meer afbeeldingen                                                                         |
| Dwarshuis onder met pannen gedekt zadeldak | Woonhuis                  | eerste helft 19e eeuw             |                             | Kerkstraat 11          | 52° 33' 34" NB, 4° 50' 54" OL | 17084  | Meer afbeeldingen                                                                         |
| Huis met gepleisterde voorgevel en fraaie achtertopgevel boven een gepleisterde onderbouw                                                                                | Industrie                 |                                   |                             | Kerkstraat 10          | 52° 33' 34" NB, 4° 50' 54" OL | 17085  | Huis met gepleisterde voorgevel en fraaie achtertopgevel boven een gepleisterde onderbouw |
| Huis met houten topgevel boven een bakstenen pui | Werk-woonhuis             | 18e eeuw                          |                             | Kerkstraat 12          | 52° 33' 34" NB, 4° 50' 53" OL | 17086  | Meer afbeeldingen                                                                         |
| Huis met houten topgevel boven een bakstenen gepleisterde pui | Woonhuis                  | 19e eeuw                          |                             | Kerkstraat 24          | 52° 33' 35" NB, 4° 50' 49" OL | 17087  | Meer afbeeldingen                                                                         |
| Huis met houten topgevel boven een gepleisterde bakstenen pui | Woonhuis                  | 19e eeuw                          |                             | Kerkstraat 26          | 52° 33' 35" NB, 4° 50' 49" OL | 17088  | Meer afbeeldingen                                                                         |
| Huis met houten topgevel boven een gepleisterde bakstenen pui | Werk-woonhuis             | 19e eeuw                          |                             | Kerkstraat 28          | 52° 33' 35" NB, 4° 50' 49" OL | 17089  | Meer afbeeldingen                                                                         |
| Raadhuis, tevens waag | Gerechtsgebouw            | 1630                              | Jan Adriaanszoon Leeghwater | Kleine Dam tegenover 2 | 52° 33' 35" NB, 4° 50' 60" OL | 17090  | Meer afbeeldingen                                                                         |
| Hoekhuis met houten klokgevel, rijkversierd met snijwerk in lodewijk | Werk-woonhuis             |                                   |                             | Kleine Dam 2           | 52° 33' 35" NB, 4° 50' 58" OL | 17091  | Meer afbeeldingen                                                                         |
| Bakstenen huis met lijstgevel | Woonhuis                  | eerste helft 19e eeuw             |                             | Kleine Dam 4           | 52° 33' 35" NB, 4° 50' 58" OL | 17092  | Meer afbeeldingen                                                                         |
| Damsluis,een houten ophaalbrug tussen kleine en grote dam | Waterkering en -doorlaat  | 1819                              |                             | Grote Dam bij 1        | 52° 33' 35" NB, 4° 50' 58" OL | 17093  | Meer afbeeldingen                                                                         |
| Huis met zadeldak | Woonhuis                  |                                   |                             | Kralingergracht 2      | 52° 33' 34" NB, 4° 51' 17" OL | 17094  | Meer afbeeldingen                                                                         |
| Huis met zadeldak en houten topgevel | Opslag                    |                                   |                             | Kralingergracht 3      | 52° 33' 34" NB, 4° 51' 17" OL | 17095  | Meer afbeeldingen                                                                         |
| Eenvoudig huis met zadeldak en houten top boven oorspronkelijke bakstenen onderbouw                                                                                      | Woonhuis                  |                                   |                             | Kralingergracht 9      | 52° 33' 33" NB, 4° 51' 20" OL | 17096  | Meer afbeeldingen                                                                         |
| Walvisch | Opslag                    |                                   |                             | Kralingergracht 6      | 52° 33' 34" NB, 4° 51' 19" OL | 17097  | Meer afbeeldingen                                                                         |
| Eenvoudig huis met zadeldak en houten top boven oorspronkelijke bakstenen onderbouw                                                                                      | Woonhuis                  |                                   |                             | Kralingergracht 10     | 52° 33' 33" NB, 4° 51' 20" OL | 17098  | Meer afbeeldingen                                                                         |
| Huis met hoog zadeldak | Woonhuis                  |                                   |                             | Langebrugspad 4        | 52° 33' 35" NB, 4° 50' 48" OL | 17099  | Meer afbeeldingen                                                                         |
| Houten woonhuis | Woonhuis                  | begin 19e eeuw                    |                             | Lievelandsbuurt 16     | 52° 33' 30" NB, 4° 50' 53" OL | 17100  | Meer afbeeldingen                                                                         |
| Huis met brede lijstgevel, voorzien van een middenrisaliet en hoeklisenen                                                                                                | Woonhuis                  | eerste kwart 19e eeuw             |                             | Oosteinde 1            | 52° 33' 35" NB, 4° 51' 18" OL | 17101  | Meer afbeeldingen                                                                         |
| Houten huis met houten topgevel boven een bakstenen pui | Werk-woonhuis             | 18e eeuw                          |                             | Oosteinde 5            | 52° 33' 35" NB, 4° 51' 19" OL | 17102  | Meer afbeeldingen                                                                         |
| Huis met dubbel overgekraagd houten voorschot | Opslag                    | mogelijk 1655                     |                             | Oosteinde 9            | 52° 33' 36" NB, 4° 51' 20" OL | 17103  | Upload foto                                                                               |
| Pand met gevel, waarin deur in pilasteromlijsting met hoofdgestel en twee vensters met negenruitsschuiframen                                                             | Woonhuis                  | vroeg 19e eeuw                    |                             | Oosteinde 19           | 52° 33' 35" NB, 4° 51' 22" OL | 17104  | Meer afbeeldingen                                                                         |
| Huis onder dwars zadeldak met houten zijtop en gepleisterde gevel | Woonhuis                  |                                   |                             | Oosteinde 23           | 52° 33' 35" NB, 4° 51' 24" OL | 17105  | Meer afbeeldingen                                                                         |
| Pand onder zadeldak tussen puntgevels | Woonhuis                  | 18e eeuw                          |                             | Oosteinde 10           | 52° 33' 34" NB, 4° 51' 20" OL | 17106  | Meer afbeeldingen                                                                         |
| Pand onder zadeldak tussen puntgevels | Woonhuis                  | 18e eeuw                          |                             | Oosteinde 12           | 52° 33' 34" NB, 4° 51' 20" OL | 17107  | Meer afbeeldingen                                                                         |
| Huis onder zadeldak | Woonhuis                  |                                   |                             | Oosteinde 16           | 52° 33' 34" NB, 4° 51' 21" OL | 17108  | Meer afbeeldingen                                                                         |
| Groot houten pakhuis met zadeldak | Opslag                    |                                   |                             | Oosteinde 30           | 52° 33' 34" NB, 4° 51' 24" OL | 17109  | Meer afbeeldingen                                                                         |
| Huis onder zadeldak | Woonhuis                  |                                   |                             | Oosteinde 36           | 52° 33' 34" NB, 4° 51' 25" OL | 17110  | Meer afbeeldingen                                                                         |
| Huis onder dwars zadeldak | Werk-woonhuis             |                                   |                             | Oosteinde 40           | 52° 33' 34" NB, 4° 51' 26" OL | 17111  | Meer afbeeldingen                                                                         |
| Pand zonder verdieping en met pannen zadeldak | Woonhuis                  | 17e of 18e eeuw                   |                             | Oosteinde 50           | 52° 33' 34" NB, 4° 51' 29" OL | 17112  | Meer afbeeldingen                                                                         |
| Huis met houten van uitgeschulpte windveren voorziene topgevel | Werk-woonhuis             | 18e eeuw                          |                             | Rechtestraat 5         | 52° 33' 35" NB, 4° 51' 15" OL | 17113  | Huis met houten van uitgeschulpte windveren voorziene topgevel                            |
| Huis met houtskelet, zowel aan voor- als achterzijde overkragende houten verdieping boven benedenbouw van baksteen en overkragende topgevels met uitgeschulpte windveren | Woonhuis                  | 17e eeuw                          |                             | Rechtestraat 25        | 52° 33' 35" NB, 4° 51' 11" OL | 17114  | Meer afbeeldingen                                                                         |
| Eenvoudig huis met zadeldak | Woonhuis                  |                                   |                             | Rechtestraat 29        | 52° 33' 35" NB, 4° 51' 10" OL | 17115  | Eenvoudig huis met zadeldak                                                               |
| Bakstenen huis | Werk-woonhuis             | 17e of 18e eeuw                   |                             | Rechtestraat 35        | 52° 33' 35" NB, 4° 51' 9" OL  | 17116  | Meer afbeeldingen                                                                         |
| Houten pakhuis | Opslag                    | 19e eeuw                          |                             | Rechtestraat 37        | 52° 33' 35" NB, 4° 51' 8" OL  | 17117  | Meer afbeeldingen                                                                         |
| Eenvoudig huis met zadeldak | Werk-woonhuis             |                                   |                             | Rechtestraat 41        | 52° 33' 35" NB, 4° 51' 7" OL  | 17118  | Meer afbeeldingen                                                                         |
| Pand grotendeels uit hout opgetrokken met gepleisterde onderpui en houten puntgevel                                                                                      | Werk-woonhuis             | 18e eeuw                          |                             | Rechtestraat 45        | 52° 33' 35" NB, 4° 51' 5" OL  | 17119  | Meer afbeeldingen                                                                         |
| Eenvoudig huis met zadeldak | Woonhuis                  |                                   |                             | Rechtestraat 51        | 52° 33' 35" NB, 4° 51' 4" OL  | 17120  | Meer afbeeldingen                                                                         |
| Huis van baksteen | Woonhuis                  | 18e eeuw                          |                             | Rechtestraat 53        | 52° 33' 35" NB, 4° 51' 3" OL  | 17121  | Meer afbeeldingen                                                                         |
| Eenvoudig huis met zadeldak en houten topgevel | Woonhuis                  |                                   |                             | Rechtestraat 55        | 52° 33' 35" NB, 4° 51' 2" OL  | 17122  | Meer afbeeldingen                                                                         |
| Huis met houtskelet | Woonhuis                  | 18e eeuw                          |                             | Rechtestraat 61        | 52° 33' 35" NB, 4° 51' 1" OL  | 17123  | Meer afbeeldingen                                                                         |
| Huis met gepleisterde, door lisenen gelede lijstgevel | Woonhuis                  | 18e/19e eeuw                      |                             | Rechtestraat 63        | 52° 33' 35" NB, 4° 51' 0" OL  | 17124  | Meer afbeeldingen                                                                         |
| Huis met houten topgevel boven een bakstenen pui | Woonhuis                  | 18e eeuw                          |                             | Rechtestraat 67        | 52° 33' 35" NB, 4° 50' 57" OL | 17125  | Meer afbeeldingen                                                                         |
| Pakhuis met zadeldak en houten voorschot met topmakelaar | Opslag                    | 18e eeuw                          |                             | Rechtestraat bij 67    | 52° 33' 35" NB, 4° 50' 57" OL | 17126  | Meer afbeeldingen                                                                         |
| Huis met zadeldak en houten topgevel boven een bakstenen pui 'in de dondersteen'                                                                                         | Woonhuis                  |                                   |                             | Rechtestraat 71        | 52° 33' 35" NB, 4° 50' 57" OL | 17127  | Meer afbeeldingen                                                                         |
| Huisje met eenvoudige topgevel boven een bakstenen pui | Woonhuis                  | 18e eeuw                          |                             | Rechtestraat 73        | 52° 33' 35" NB, 4° 50' 56" OL | 17128  | Meer afbeeldingen                                                                         |
| Gedeeltelijk bakstenen huis | Werk-woonhuis             | 18e/19e eeuw                      |                             | Rechtestraat 2         | 52° 33' 35" NB, 4° 51' 17" OL | 17129  | Meer afbeeldingen                                                                         |
| Huis met zadeldak en houten topgevel op geprofileerde lijst boven een pui van baksteen                                                                                   | Woonhuis                  |                                   |                             | Rechtestraat 8         | 52° 33' 35" NB, 4° 51' 16" OL | 17130  | Meer afbeeldingen                                                                         |
| Pand met gepleisterde voorgevel van 19e-eeuws karakter onder houten kroonlijst                                                                                           | Woonhuis                  | 18e eeuw                          |                             | Rechtestraat 12        | 52° 33' 35" NB, 4° 51' 16" OL | 17131  | Meer afbeeldingen                                                                         |
| De Groene Zwaan | Kerk en kerkonderdeel     | ca. 1680                          |                             | Rechtestraat 14        | 52° 33' 35" NB, 4° 51' 15" OL | 17132  | Meer afbeeldingen                                                                         |
| Pand zonder verdieping, schilddak en gepleisterde voorgevel onder houten kroonlijst                                                                                      | Woonhuis                  | begin 19e eeuw                    |                             | Rechtestraat 16        | 52° 33' 35" NB, 4° 51' 15" OL | 17133  | Meer afbeeldingen                                                                         |
| Huis met houten topgevel aan de achterkant en gepleisterde lijstgevel aan de straat                                                                                      | Werk-woonhuis             |                                   |                             | Rechtestraat 22        | 52° 33' 35" NB, 4° 51' 14" OL | 17134  | Meer afbeeldingen                                                                         |
| Huis met gepleisterde gevel met vlechtingen en toppilaster | Woonhuis                  | 17e eeuw                          |                             | Rechtestraat 24        | 52° 33' 35" NB, 4° 51' 13" OL | 17135  | Meer afbeeldingen                                                                         |
| Huis met houten topgevel, voorzien van uitgezaagde windveren en een bewerkte obeliskvormige makelaar                                                                     | Werk-woonhuis             | 19e eeuw                          |                             | Rechtestraat 26        | 52° 33' 35" NB, 4° 51' 13" OL | 17136  | Meer afbeeldingen                                                                         |
| Huis met houten topgevels | Woonhuis                  | 19e eeuw                          |                             | Rechtestraat 36        | 52° 33' 35" NB, 4° 51' 11" OL | 17137  | Meer afbeeldingen                                                                         |
| Huis met houten topgevels | Woonhuis                  | 19e eeuw                          |                             | Rechtestraat 38        | 52° 33' 35" NB, 4° 51' 11" OL | 17138  | Meer afbeeldingen                                                                         |
| Huis met houten topgevel boven een pui van baksteen | Woonhuis                  | 17e eeuw                          |                             | Rechtestraat 40        | 52° 33' 35" NB, 4° 51' 11" OL | 17139  | Meer afbeeldingen                                                                         |
| Huis met lijstgevel, in het midden voorzien van een ingangsomlijsting met geblokte ionische pilasters                                                                    | Woonhuis                  | 19e eeuw                          |                             | Rechtestraat 42        | 52° 33' 35" NB, 4° 51' 10" OL | 17140  | Meer afbeeldingen                                                                         |
| Huis met bakstenen straatgevel, waarboven een houten klokgevel | Woonhuis                  | 18e eeuw                          |                             | Rechtestraat 52        | 52° 33' 35" NB, 4° 51' 9" OL  | 17141  | Meer afbeeldingen                                                                         |
| Huis waarvan het achtergedeelte een zadeldak heeft en een topgevel met drielichtvensters                                                                                 | Woonhuis                  |                                   |                             | Rechtestraat 56        | 52° 33' 35" NB, 4° 51' 8" OL  | 17142  | Meer afbeeldingen                                                                         |
| Huis met zadeldak en houten topgevel | Woonhuis                  |                                   |                             | Rechtestraat 58        | 52° 33' 35" NB, 4° 51' 7" OL  | 17143  | Meer afbeeldingen                                                                         |
| Pand met verdieping en schilddak | Woonhuis                  | 18e eeuw                          |                             | Rechtestraat 60        | 52° 33' 35" NB, 4° 51' 7" OL  | 17144  | Meer afbeeldingen                                                                         |
| Huis met achtertopgevel en een gepleisterde lijstgevel onder afgewolfd dak                                                                                               | Werk-woonhuis             |                                   |                             | Rechtestraat 66        | 52° 33' 35" NB, 4° 51' 6" OL  | 17145  | Meer afbeeldingen                                                                         |
| Huis met houten klokgevel boven een pui van baksteen | Woonhuis                  | 18e eeuw                          |                             | Rechtestraat 74        | 52° 33' 35" NB, 4° 51' 4" OL  | 17146  | Meer afbeeldingen                                                                         |
| Pand, aanvankelijk bestaande uit twee huizen met aan de achterzijde twee houten puntgevels                                                                               | Woonhuis                  | derde kwart 19e eeuw              |                             | Rechtestraat 76        | 52° 33' 35" NB, 4° 51' 4" OL  | 17147  | Meer afbeeldingen                                                                         |
| Huis, voorzien van een houten klokgevel | Woonhuis                  | 18e eeuw                          |                             | Rechtestraat 78        | 52° 33' 35" NB, 4° 51' 3" OL  | 17148  | Meer afbeeldingen                                                                         |
| Huis met houten topgevel boven een gepleisterde bakstenen pui | Woonhuis                  | eerste helft 19e eeuw             |                             | Rechtestraat 80        | 52° 33' 35" NB, 4° 51' 3" OL  | 17149  | Meer afbeeldingen                                                                         |
| Bakstenen pand onder zadeldak met aan de voorzijde een houten voorschot en kozijnen uit de bouwtijd in het daaronder gelegen deel van de gevel                           | Woonhuis                  | 17e of 18e eeuw                   |                             | Rechtestraat 84        | 52° 33' 36" NB, 4° 51' 2" OL  | 17150  | Meer afbeeldingen                                                                         |
| Huis | Werk-woonhuis             | 18e eeuw                          |                             | Rechtestraat 94        | 52° 33' 35" NB, 4° 51' 2" OL  | 17151  | Huis                                                                                      |
| Sterk vernieuwd huis met houten topgevel, die bekroond wordt door een torenvormige makelaar                                                                              | Werk-woonhuis             | 18e eeuw                          |                             | Rechtestraat 100       | 52° 33' 35" NB, 4° 51' 0" OL  | 17152  | Meer afbeeldingen                                                                         |
| Groot huis met bakstenen lijstgevel | Woonhuis                  | eerste kwart 19e eeuw             |                             | Rechtestraat 106       | 52° 33' 35" NB, 4° 50' 59" OL | 17153  | Meer afbeeldingen                                                                         |
| Huis, aan de achterzijde voorzien van een bakstenen geveltje met toppilaster                                                                                             | Werk-woonhuis             | 17e eeuw of eerste helft 19e eeuw |                             | Rechtestraat 108       | 52° 33' 35" NB, 4° 50' 59" OL | 17154  | Meer afbeeldingen                                                                         |
| Huis, voorzien van een overkragende verdieping van hout en een overkragende topgevel met uitgeschulpte windveren en bewerkte toppilaster                                 | Werk-woonhuis             | 18e eeuw                          |                             | Rechtestraat 110       | 52° 33' 36" NB, 4° 50' 59" OL | 17155  | Meer afbeeldingen                                                                         |
| Huis met zadeldak en houten topgevel op geprofileerde lijst | Werk-woonhuis             |                                   |                             | Rechtestraat 112       | 52° 33' 35" NB, 4° 50' 58" OL | 17156  | Meer afbeeldingen                                                                         |
| Huis met aan de straat een houten puntgevel met zijpilasters en links een ingezwenkt vleugelstuk                                                                         | Werk-woonhuis             | 17e/19e eeuw                      |                             | Rechtestraat 116       | 52° 33' 36" NB, 4° 50' 57" OL | 17157  | Meer afbeeldingen                                                                         |
| Huis met aan de straat een bakstenen lijstgevel | Woonhuis                  | 17e/19e eeuw                      |                             | Rechtestraat 118       | 52° 33' 36" NB, 4° 50' 57" OL | 17158  | Meer afbeeldingen                                                                         |
| Ten dele bakstenen huis | Werk-woonhuis             | 17e eeuw                          |                             | Rechtestraat 120       | 52° 33' 36" NB, 4° 50' 56" OL | 17159  | Meer afbeeldingen                                                                         |
| Breed gepleisterd huis onder dubbel schilddak | Woonhuis                  |                                   |                             | Rechtestraat 142       | 52° 33' 37" NB, 4° 50' 53" OL | 17160  | Meer afbeeldingen                                                                         |
| Rechthoekig pand onder pannen zadeldak tussen puntgevels | Woonhuis                  | 18e eeuw                          |                             | Rechtestraat 146       | 52° 33' 37" NB, 4° 50' 52" OL | 17161  | Rechthoekig pand onder pannen zadeldak tussen puntgevels                                  |
| St.Bonifatius | Kerk en kerkonderdeel     | 1860-1863                         |                             | Rechtestraat 164       | 52° 33' 38" NB, 4° 50' 47" OL | 17162  | Meer afbeeldingen                                                                         |
| Pand uit hout opgetrokken pand zonder verdieping, met voorgevel, gemetselde onderpui en houten voorschot                                                                 | Woonhuis                  | 18e eeuw                          |                             | Rolderspad 1           | 52° 33' 33" NB, 4° 51' 17" OL | 17163  | Meer afbeeldingen                                                                         |
| Bakstenen huis met verdieping | Woonhuis                  | 17e eeuw                          |                             | Tuingracht 1           | 52° 33' 34" NB, 4° 51' 16" OL | 17164  | Meer afbeeldingen                                                                         |
| Eenvoudig huis met houten topgevel op geprofileerde lijst | Woonhuis                  |                                   |                             | Tuingracht 5           | 52° 33' 34" NB, 4° 51' 15" OL | 17165  | Meer afbeeldingen                                                                         |
| Bakstenen huis | Woonhuis                  | 18e eeuw                          |                             | Tuingracht 9           | 52° 33' 33" NB, 4° 51' 13" OL | 17166  | Bakstenen huis                                                                            |
| Geheel uit hout opgetrokken pakhuis | Werk-woonhuis             | 18e eeuw                          |                             | Tuingracht 11          | 52° 33' 34" NB, 4° 51' 13" OL | 17167  | Meer afbeeldingen                                                                         |
| Wees- en Armenhuis | Sociale zorg, liefdadigh. | tweede helft 18e eeuw             |                             | Tuingracht 13          | 52° 33' 34" NB, 4° 51' 12" OL | 17168  | Meer afbeeldingen                                                                         |
| Bakstenen huis | Woonhuis                  | 17e eeuw                          |                             | Tuingracht 21          | 52° 33' 34" NB, 4° 51' 8" OL  | 17169  | Meer afbeeldingen                                                                         |
| Voormalige zeilmakerij De Zwaluw | Nijverheid                |                                   |                             | Tuingracht 25          | 52° 33' 34" NB, 4° 51' 7" OL  | 17170  | Meer afbeeldingen                                                                         |
| Huis met houtskelet | Opslag                    | 17e eeuw                          |                             | Tuingracht 29a         | 52° 33' 34" NB, 4° 51' 4" OL  | 17171  | Meer afbeeldingen                                                                         |
| Huis met houten topgevel | Woonhuis                  |                                   |                             | Tuingracht 33          | 52° 33' 34" NB, 4° 51' 2" OL  | 17172  | Huis met houten topgevel                                                                  |
| Bakstenen huis | Woonhuis                  | laatste kwart 18e eeuw            |                             | Tuingracht 10          | 52° 33' 34" NB, 4° 51' 13" OL | 17173  | Meer afbeeldingen                                                                         |
| Houten huis | Woonhuis                  | 18e eeuw                          |                             | Tuingracht 12          | 52° 33' 34" NB, 4° 51' 12" OL | 17174  | Meer afbeeldingen                                                                         |
| Huis van houtskelet, bakstenen gevels en een houten topgevel, voorzien van windveren in accoladevormen                                                                   | Werk-woonhuis             | 17e eeuw                          |                             | Tuingracht 14          | 52° 33' 34" NB, 4° 51' 11" OL | 17175  | Meer afbeeldingen                                                                         |
| Eenvoudig huis met houten topgevel op geprofileerde lijst | Woonhuis                  |                                   |                             | Tuingracht 18          | 52° 33' 34" NB, 4° 51' 9" OL  | 17176  | Meer afbeeldingen                                                                         |
| Bakstenen huis met houten topgevels | Woonhuis                  | 17e eeuw                          |                             | Tuingracht 20          | 52° 33' 34" NB, 4° 51' 9" OL  | 17177  | Meer afbeeldingen                                                                         |
| Bakstenen huis | Woonhuis                  | 18e/19e eeuw                      |                             | Tuingracht 24          | 52° 33' 34" NB, 4° 51' 7" OL  | 17178  | Meer afbeeldingen                                                                         |
| Huis met houten van windveren in accoladevorm voorziene topgevel boven een pui van baksteen                                                                              | Opslag                    | 18e eeuw                          |                             | Tuingracht 26          | 52° 33' 34" NB, 4° 51' 6" OL  | 17179  | Meer afbeeldingen                                                                         |
| Bakstenen huis | Woonhuis                  | eerste helft 17e eeuw             |                             | Tuingracht 28          | 52° 33' 34" NB, 4° 51' 5" OL  | 17180  | Meer afbeeldingen                                                                         |
| Huis met houten topgevel | Woonhuis                  |                                   |                             | Tuingracht 34          | 52° 33' 34" NB, 4° 51' 2" OL  | 17181  | Meer afbeeldingen                                                                         |
| Huis uit hout en steen zonder verdieping met hoog zadeldak | Werk-woonhuis             | begin 19e eeuw                    |                             | Venbuurt 7             | 52° 33' 32" NB, 4° 50' 46" OL | 17182  | Meer afbeeldingen                                                                         |
| Houten huis | Woonhuis                  | 17e/18e eeuw                      |                             | Vlaander 8             | 52° 33' 33" NB, 4° 50' 50" OL | 17183  | Meer afbeeldingen                                                                         |
| Huis met houten topgevel boven pui van baksteen | Woonhuis                  |                                   |                             | Zuideinde 3            | 52° 33' 30" NB, 4° 50' 57" OL | 17184  | Meer afbeeldingen                                                                         |
| Tuinhuis | Tuin, park en plantsoen   | 1832-1881                         |                             | Rechtestraat bij 54    | 52° 33' 35" NB, 4° 51' 8" OL  | 506488 | Upload foto                                                                               |
| Voormalig Post-/Telegraafkantoor | Overheidsgebouw           | 1904-1905                         |                             | Rechtestraat 79        | 52° 33' 36" NB, 4° 50' 54" OL | 506489 | Meer afbeeldingen                                                                         |
| Pastorie | Kerkelijke dienstwoning   | 1866                              | W.J.J. Offenberg            | Rechtestraat 162       | 52° 33' 37" NB, 4° 50' 48" OL | 506490 | Pastorie                                                                                  |
| Voormalig weeshuis der doopsgezinde gemeente | Sociale zorg, liefdadigh. | 1865                              |                             | Tuingracht 16          | 52° 33' 34" NB, 4° 51' 10" OL | 506491 | Meer afbeeldingen                                                                         |